# تمدن (فیلم)
تمدن (به انگلیسی: Civilization) فیلمی ۸۸ دقیقه‌ای به کارگردانی رجینالد بارکر با بازی هاوارد سی هیکمن محصول کشور ایالات متحده آمریکا است.

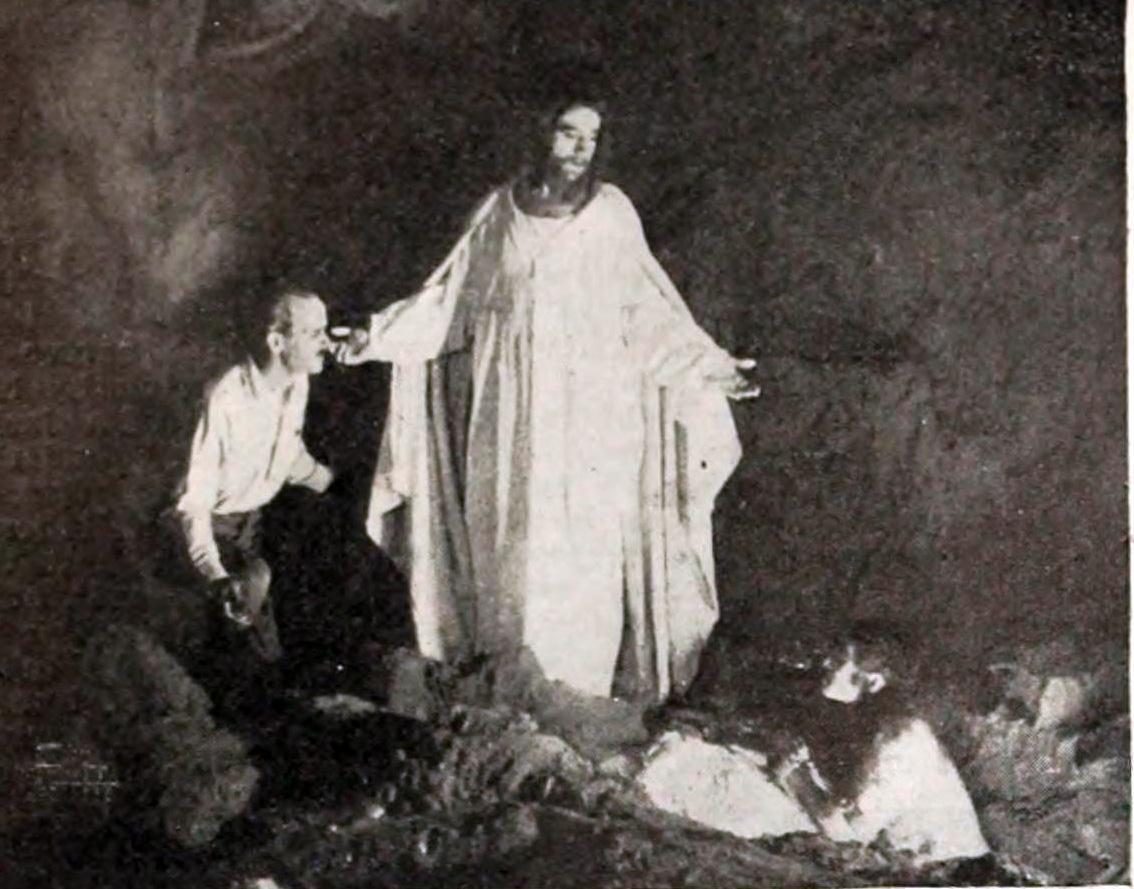
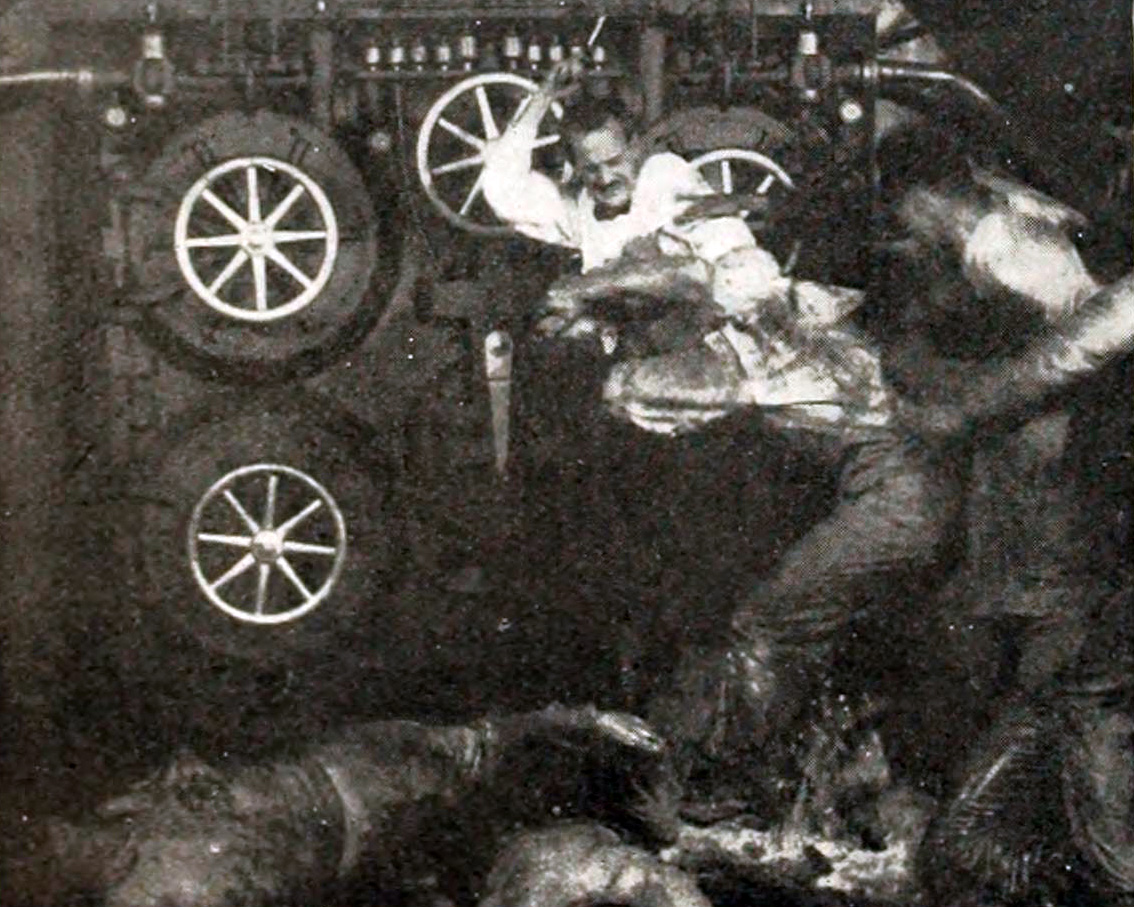